# 顫慄黑影
《顫慄黑影》（The Woman in Black）是一部英美合拍的恐怖電影，由詹姆斯·瓦特金斯執導，改編自英國作家蘇珊·希爾的同名小說。電影於2010年拍攝，部分場景於約克郡谷地取景，2012年上映。